# Fährkanal
El Fährkanal o canal del bac és un canal navegable de només 450 metres al barri de Steinwerder al port d'Hamburg a Alemanya. Connecta l'Elba amb el Norderloch.

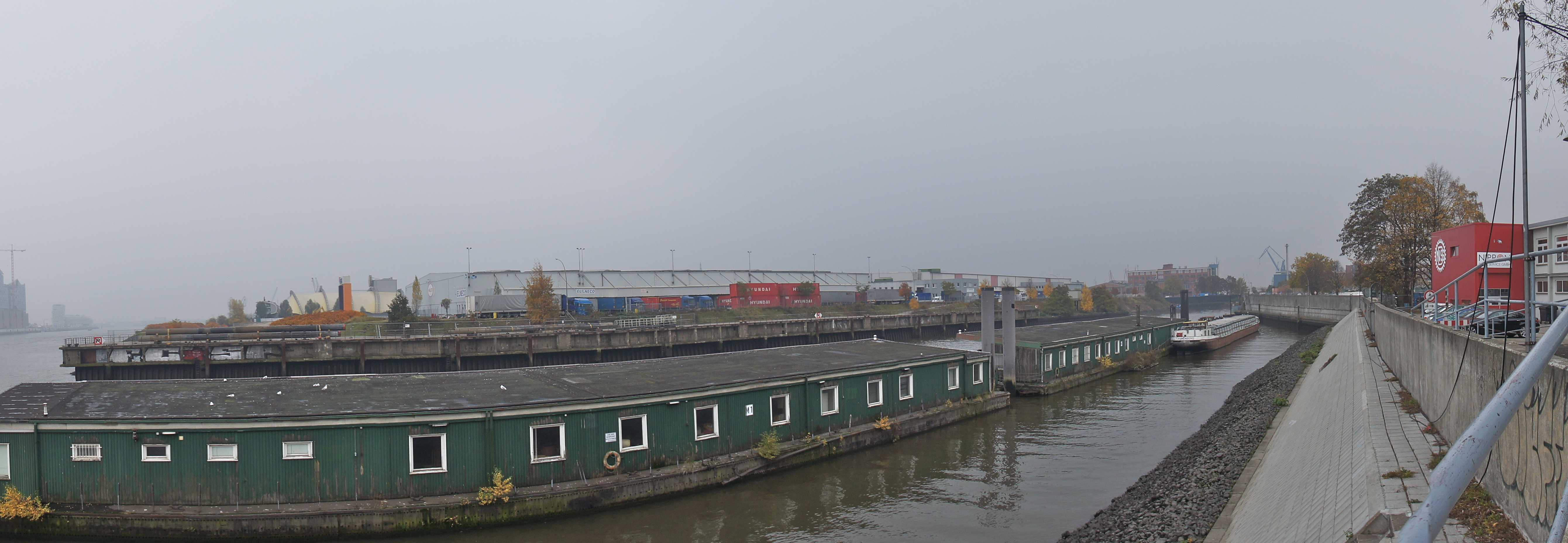
L'antiga duana flotant

A l'entrada es troben els antics despatxos flotants de la duana, instal·lats el 10 d'agost de 1949. A la seva riba occidental es troba l'atracador Steinwerder dels bacs de la xarxa de transport públic de l'HVV, que connecta directament amb l'entrada del primer túnel sota l'Elba (Alter Elbtunnel) i que serveix per als treballadors de les drassanes de Blohm+Voss.
Al mig de la península formada pel Fährkanal, el Norderloch i el Guanofleet s'ha instal·lat el Teatre al port d'Hamburg, conegut pels seus musicals.

## Galeria

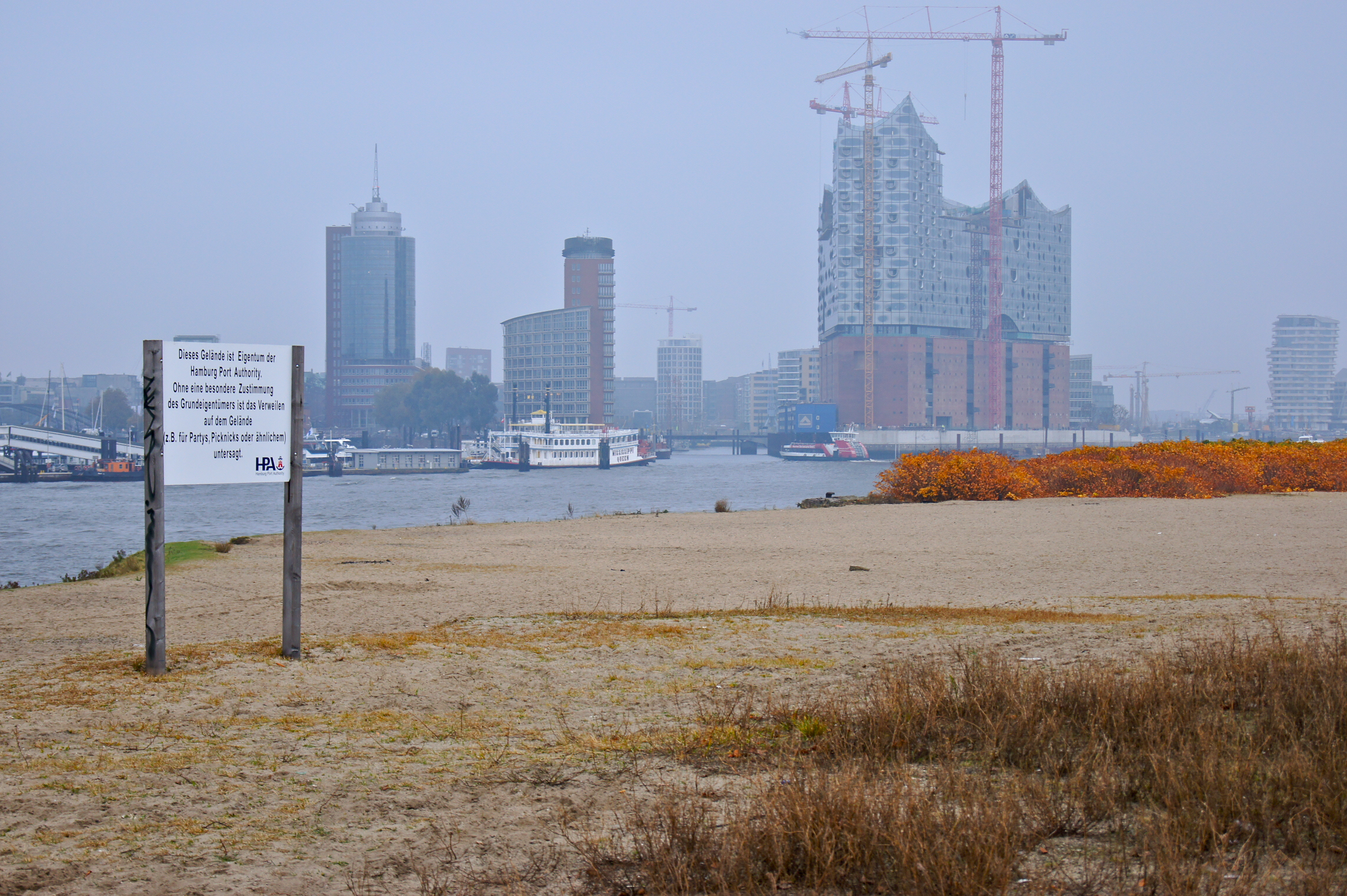
La Filharmonia de l'Elba (en construcció) vist des de l'embocadura del canal a l'Elba
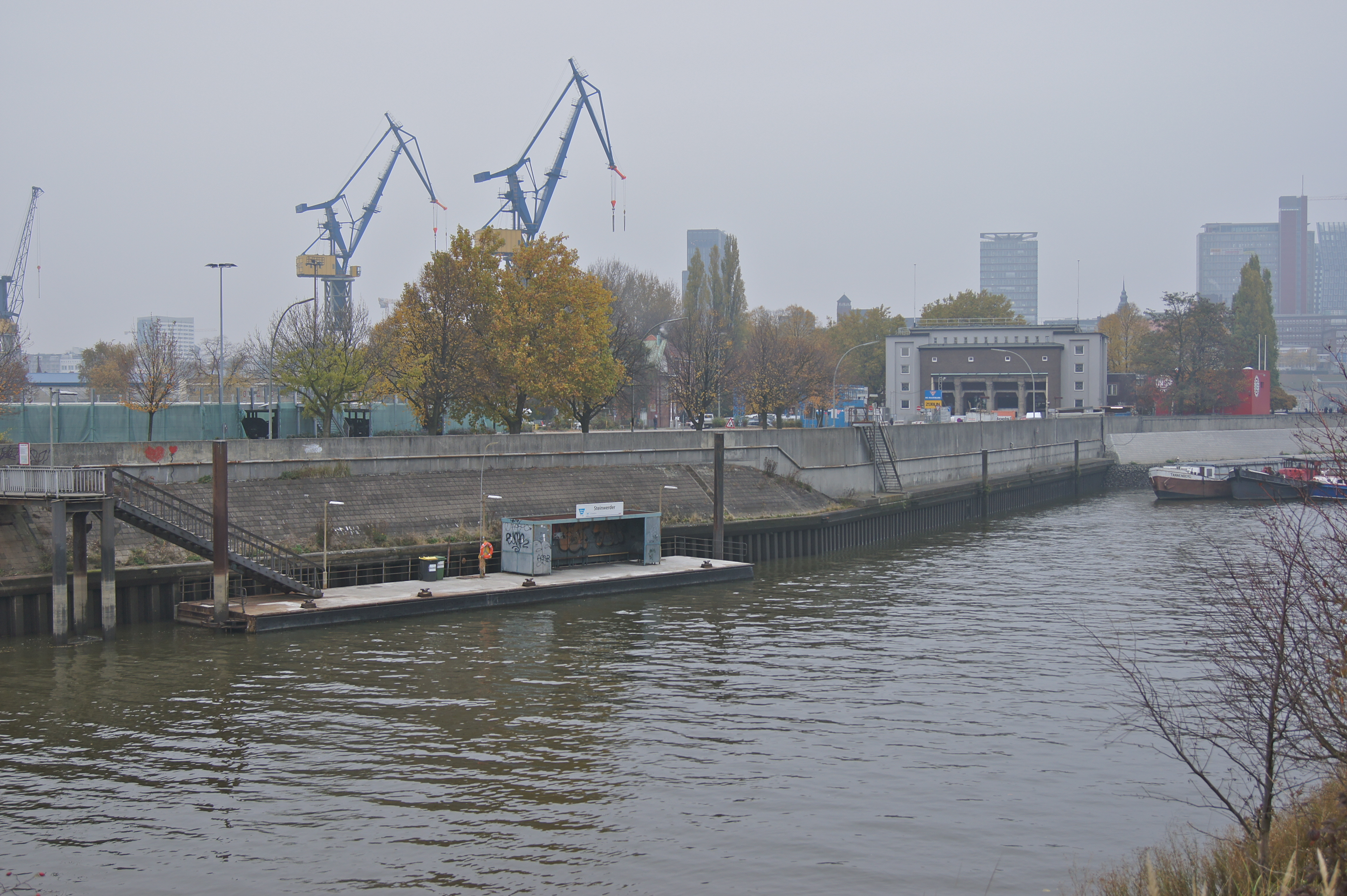
L'atracador Steinwerder de l'HVV, al segon pla, l'entrada meridional del túnel sota l'Elba
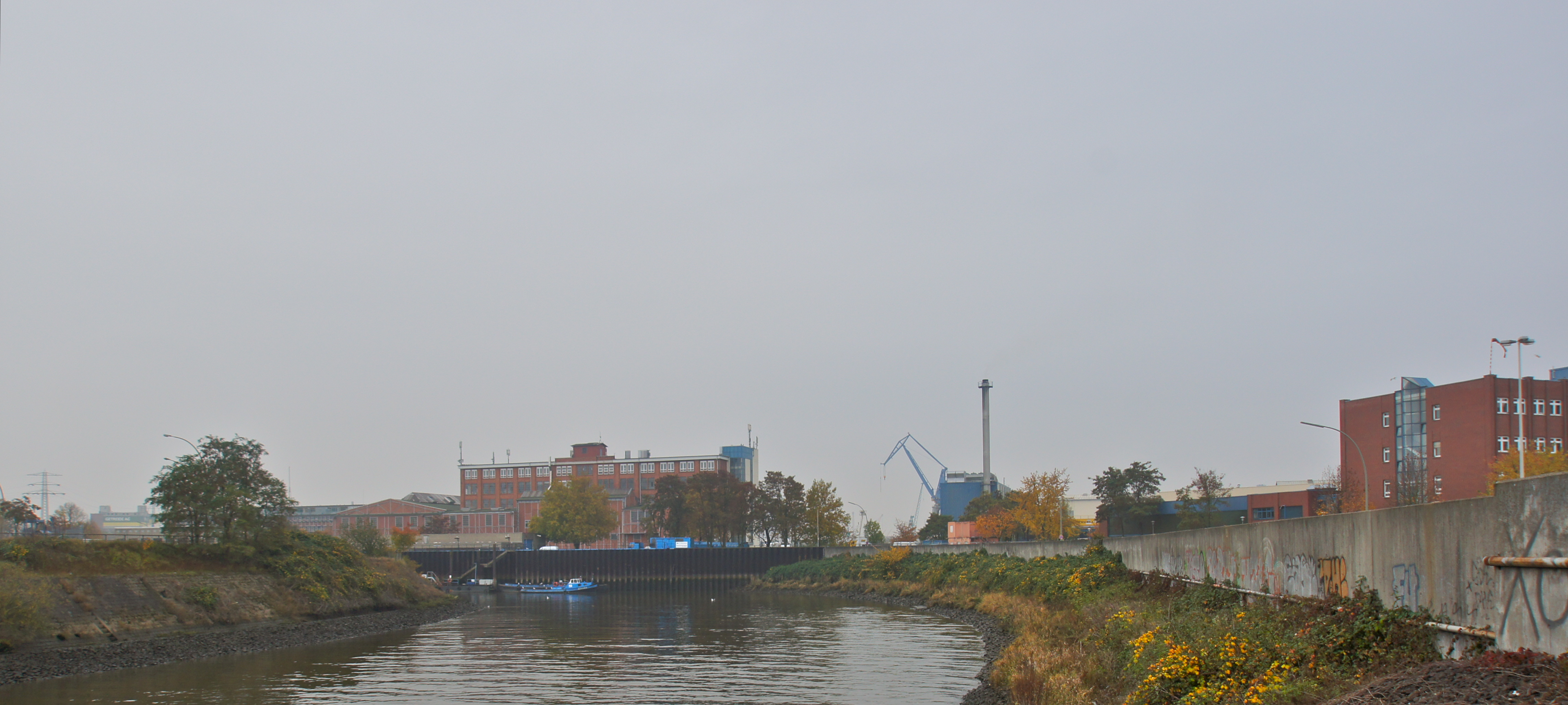
El canal en direcció sud vers el Norderloch